# Héctor Lescano
Héctor Carlos Lescano Fraschini (Montevideo, 13 de febrero de 1948) es un veterinario y político uruguayo que desde mayo de 2015 hasta mayo de 2020 ocupó el cargo de embajador en Argentina por la República Oriental del Uruguay.

## Biografía
Entre 2003 y 2015, como integrante del Equipo Ejecutivo de la Presidencia del Frente Amplio, fue presidente de la Comisión Permanente de Programa Nacional de Gobierno de ese partido.
Fue ministro de Turismo y Deporte del Uruguay entre 2005 y 2012; se desempeñó también como diputado y senador por el Frente Amplio.
Entre 2013 y 2014 presidió la Comisión Montevideo, capital iberoamericana de la Cultura.
Fue presidente del Partido Demócrata Cristiano, lema político en el que ha mantenido una ininterrumpida militancia desde sus 14 años, desempeñando cargos nacionales e internacionales.
Es uno de los fundadores de Uruguay Transparente, capítulo uruguayo de la organización de lucha contra la corrupción Transparencia Internacional; también es miembro fundador y exvicepresidente del Consejo Uruguayo para las Relaciones Internacionales (CURI).
Como aficionado al fútbol, también fungió como dirigente deportivo, ejerciendo la vicepresidencia y la presidencia interina del Liverpool Fútbol Club en varias ocasiones, y es autor del libro Los Negros de la Cuchilla, un homenaje a esa institución y al barrio montevideano de Belvedere al que pertenece.
Entre sus reconocimientos internacionales más destacados recibió la condecoración de la Orden Bernardo O'Higgins, por su lucha parlamentaria en defensa de la democracia en Chile, que otorga la Presidencia de ese país; y también obtuvo la Orden al Mérito de la República Italiana en grado de Commendatore.
Es veterinario, profesión en la que inició carrera docente en el área de genética ganadera. Está casado con Cecilia Di Pólito Hansen y tiene tres hijos: Martín, Ramiro y Francisco.

## Trayectoria
Es doctor en Medicina Veterinaria egresado de la Universidad de la República (UdelaR), integrante de la Sociedad de Medicina Veterinaria y académico de número de la Academia Nacional de Ciencias Veterinarias. Fue asistente académico de la UdelaR durante los rectorados del ingeniero químico Jorge Brovetto y del ingeniero Rafael Guarga.
Ejerció como docente en Genética y Zootécnica y ha sido docente invitado en la Universidad de los Trabajadores de América Latina (UTAL), con sede en Caracas, Venezuela; y en la Universidad Central de Extremadura, España.
Fue ministro de Turismo y Deporte del Uruguay entre 2005 y 2012; durante esos años fue presidente del Consejo Nacional de Turismo y de la Fundación Deporte Uruguay, así como de las áreas de coordinación de ambas disciplinas a nivel de MERCOSUR, durante las Presidencias Pro Témpore de Uruguay.
Asumió como embajador en Argentina de la República Oriental del Uruguay en mayo de 2015. Fue senador de la República por el Frente Amplio y presidió la Comisión Montevideo, capital iberoamericana de la Cultura entre 2013 y 2014; y como integrante del Equipo Ejecutivo de la Presidencia del Frente Amplio entre 2003 y 2015 fue presidente de la Comisión Permanente de Programa Nacional de Gobierno del Frente Amplio.
En marzo de 2005 juró como senador de la República para el Frente Amplio y en 2009 fue reelecto dentro de la lista que llevó la Alianza Progresista, liderada por el actual canciller del Uruguay, Rodolfo Nin Novoa.  Además, entre 1985 y 1995 fue Representante Nacional (Cámara Baja) del Uruguay por Montevideo. Durante esos años integró la Comisión de Hacienda, fue delegado permanente de sector en las Comisiones de Ganadería, Agricultura y Pesca, y de Relaciones Exteriores, y Presidente de la Comisión de Ciencia y Tecnología.
Es miembro de la Fundación Alberto Methol Ferré desde su fundación; y es miembro honorario, presidente de la Comisión Fiscal e integrante de la Asamblea de Diputados de la Sociedad Criolla Doctor Elías Regules, pionera institucional en América.
Integró el Consejo del Instituto Universitario Centro Latinoamericano de Economía Humana (CLAEH) y es miembro de su Asamblea General. En su juventud integró el Consejo Federal de la Federación de Estudiantes Universitarios del Uruguay (FEUU), fue Secretario General de la Juventud Católica Universitaria y coordinador de la Pastoral Social Juvenil de la Iglesia Católica del Uruguay.